# Pokémon Yellow
Pokémon Yellow Version: Special Pikachu Edition, (ポケットモンスターピカチュウ, Poketto Monsutā Pikachū, lit. "Pocket Monsters: Pikachu"), més conegut simplement com a Pokémon Yellow ('Pokémon Groc', en català) és la tercera edició (la quarta al Japó) dels primers videojocs de Pokémon del gènere RPG desenvolupat per Game Freak i publicat per Nintendo per la Game Boy. És quasi idèntic a Pokémon Red i Pokémon Blue, però amb una línia i una història que es desenvolupa de manera més fidel a Pokémon.
Va ser llançat el 2 de setembre del 1998 al Japó, i conegut com a Pocket Monsters: Pikachu, sense utilitzar el color groc com identificatiu. Popularment fou conegut com a "Pokémon Show" per basar-se més en la sèrie de televisió, que sortí després dels primers videojocs.
Els remakes de Pokémon Yellow, anomenats Pokémon: Let's Go, Pikachu! i Let's Go, Eevee!, van ser alliberats per la Nintendo Switch el 2018, el 20è aniversari del llançament de Yellow al Japó.

## Característiques

En aquesta batalla a Pokémon Red, el Pokémon de la part superior dreta de la pantalla és el de l'oponent, un Charmander; la de la part inferior esquerra és la del jugador, en aquest cas, un Bulbasaur. Les opcions del jugador es mostren a la part inferior dreta.

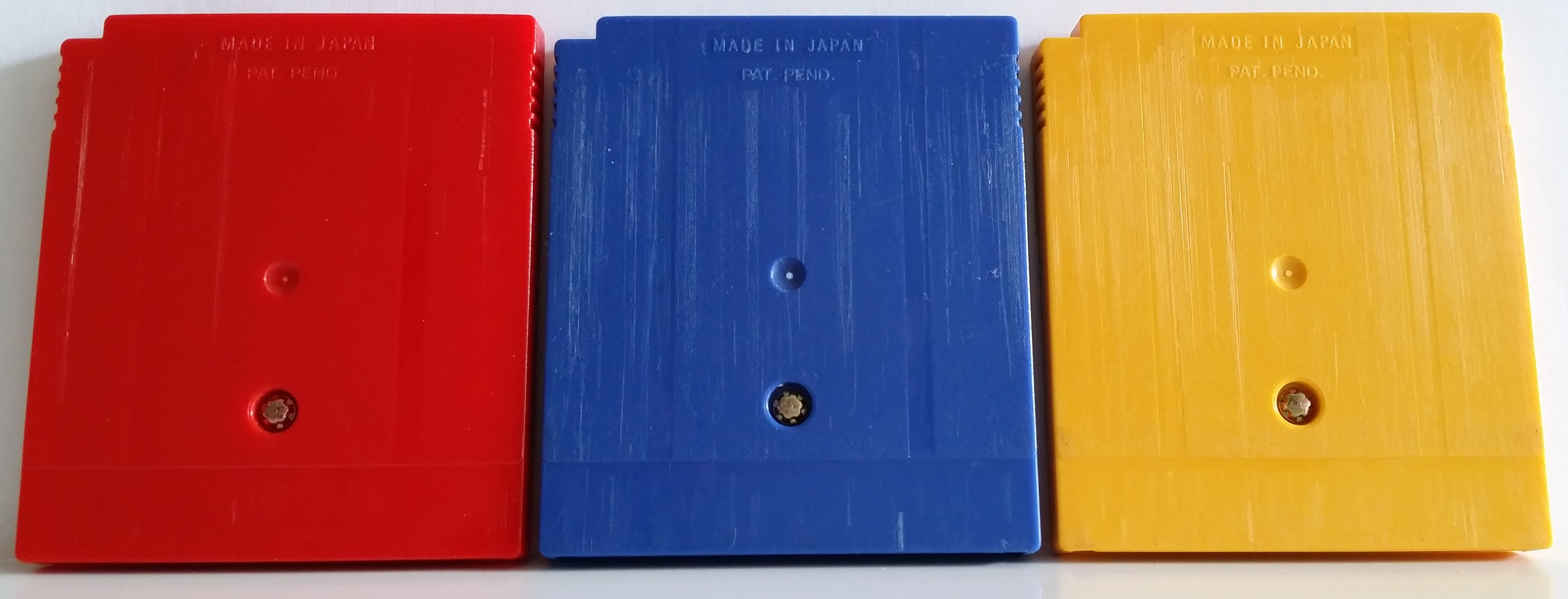
La part posterior del cartutx de les còpies europees (PAL) dels videojocs de Game Boy Pokémon Red, Blue i Yellow.

El mapa, sistema de joc, argument, històries i aventures són idèntiques als de Pokémon Red i Pokémon Blue. Hi ha un total de 151 Pokémon al joc, tot i així, al Yellow hi ha Pokémon que no apareixen en aquesta versió i només se'n poden obtenir 137. Per als 13 que falten, cal intercanviar amb Red i Blue, fent servir el cable Link. Els 13 que falten són aquests: Weedle, Kakuna, Beedrill, Ekans (tampoc a Blue), Arbok (tampoc a Blue), Raichu, Meowth (tampoc a Red), Persian (tampoc a Red), Koffing, Weezing, Jynx, Electabuzz (tampoc a Blue) i Magmar (tampoc a Red). Tot i que Pikachu no pot evolucionar a l'Edició Groga, si se'l transfereix a una altra edició (o fins i tot a un altre cartutx de Pokémon Yellow), se'l pot evolucionar.
Les diferències són els Pokémon que es poden obtenir, una major dificultat amb els líders del gimnasos, la Cerulean Cave ('Cova Celeste') va ser refeta i lleugeres millores gràfiques, així com nous dibuixos de les criatures a les batalles. El primer Pokémon que s'obté és Pikachu sense possibilitat d'elegir-ne un altre (tot i així Bulbasaur, Squirtle i Charmander es poden obtenir al mateix joc sense necessitat del cable Link), el rival tindrà un Eevee que evolucionarà segons com el jugador vagi a l'aventura. Hi ha alguns canvis com l'aparició de Jesse i James, un Chansey al costat de la infermera als centres Pokémon, etc.
Com a curiositat hi ha un minijoc desbloquejable, una nova pantalla de presentació, Pikachu no pot evolucionar a Raichu en aquest joc. A més, segueix l'entrenador i es pot veure si està content o trist, prenent elements del Tamagotchi (mascota virtual). Això va ser pres per afegir en la segona generació (Pokémon Gold i Silver) la possibilitat que alguns Pokémon evolucionin segons el seu nivell de felicitat.
Pels amants de les batalles, alguns Pokémon aprenen moviments nous, destacant el mateix Pikachu que sabrà, Llampec, Pantalla Llum, Fuet, Flexibilitat i Doble Equip per nivell. Mankey sabrà Patada Baixa i Grunyit, Charizard podrà aprendre Vol, una MO, i molts altres Pokémon sabran més atacs. Això canvia lleugerament les estratègies en les batalles, però malgrat aquests canvis, el joc està infestat de bugs i resulta incomprensible que en el temps transcorregut des dels seus predecessors (dos anys), no s'hagi polit, el joc segueix sent igual de lent que el Red i que el Blue, i no aprofita a fons la Super Game Boy.
Pokémon Yellow inclou diverses millores i canvis. Inclou la inclusió de Pikachu com a l'únic Pokémon disponible per començar, Pikachu té una veu i una personalitat exclusiva d'altres Pokémon. Segueix el jugador del món extraterrestre, i es pot examinar parlant-hi prement A quan el personatge del món extraterrestre s’enfronta a Pikachu. Tot i que inicialment té una opinió indiferent sobre el jugador, pot arribar a estimar-los o odiar-los segons les accions del jugador; pujar de nivell farà que Pikachu estigui content, mentre que desmaiar-se amb freqüència el farà infeliç. Aquesta funció millorada es tornaria a utilitzar a Pokémon HeartGold i SoulSilver, els remakes de Pokémon Gold i Silver, i Pokémon: Let's Go, Pikachu! i Let's Go, Eevee!, els remakes de Pokémon Yellow. Hi ha una zona a Pokémon Yellow que inclou un minijoc de "Surfing Pikachu". Per jugar, els jugadors han de tenir un Pikachu que pugui aprendre "Surf", un atac d'estil d'aigua. En aquell moment, els jugadors només podien aconseguir-ho guanyant un concurs per obtenir un "Surfing Pikachu". No obstant això, si els jugadors utilitzen el seu Pikachu de Yellow a Pokémon Stadium i vèncer un determinat mode en les circumstàncies adequades, són recompensats amb el moviment Surf, que es pot utilitzar tant en batalla, fora de batalla i en el minijoc esmentat. Pokémon Yellow té gràfics lleugerament millorats dels seus predecessors i pot imprimir entrades de Pokédex en adhesius mitjançant la Game Boy Printer.

## Argument
Com Pokémon Red i Blue, Yellow pren lloc a la regió de Kanto, que inclou hàbitats per a 151 espècies de Pokémon. Els objectius també segueixen sent els mateixos, tot i que existeixen algunes diferències. Per exemple, al principi, el jugador no té l'opció de triar un dels tres Pokémon inicials. En canvi, un Pikachu salvatge que el Professor Oak atrapa es converteix en el Pokémon inicial del jugador, mentre que el personatge rival atrapa un Eevee. La trama es basa vagament en la saga de la Lliga Indigo de l'anime, i inclou personatges que no apareixen al joc o que han estat millorats per semblar-se als seus dissenys utilitzats a l'anime, inclòs Jessie, James, Meowth, Nurse Joy i Officer Jenny. De manera similar a l'anime, Pikachu es nega a evolucionar. Els jugadors també tenen l'oportunitat d'obtenir els tres titulars originals. A mesura que els jugadors continuen buscant, progressivament van capturant Pokémon per la Pokédex que utilitzen per derrotar els vuit líders del gimnàs i, finalment, l'«Elite Four» ('Alt Comandament') tots mentre combaten el Team Rocket, una banda dedicada a utilitzar Pokémon per fer-se més poderosos. En el moment de la trobada amb l'Alt Comandament, el jugador ha tingut l'oportunitat de capturar 149 tipus de Pokémon; en el post-joc, després que l'Alt Comandament hagi estat derrotada, el jugador pot entrar a Cova Celeste, on es pot trobar, lluitar i capturar en Mewtwo, el Pokémon final del joc. L'últim Pokémon del Pokédex, Mew, no es pot capturar durant el joc normal, tot i que fent servir errors del joc ho fa possible.

## Desenvolupament
La concepció del joc Pokémon Yellow es va fer després del desenvolupament de la versió japonesa de Pokémon Blue, que es va desenvolupar després de les versions japoneses de Pokémon Green i Red. El joc està desenvolupat per Game Freak i editat per Nintendo per a la consola portàtil Game Boy. El seu llançament japonès estava previst que coincidís amb el de la pel·lícula Pokémon: The First Movie i es va retardar el de Pokémon Gold i Silver. L'11 d'abril de 2020, segons un investigador de dades informàtiques que va descobrir en el codi font, el joc hauria d’haver tingut un joc germà com Pokémon Red i Blue anomenat Pokémon Pink ('Pokémon Rosa') amb els Pokémon Cleffa a la coberta. Tanmateix, es desconeix si hi havia o no plans per a una versió "Pink" o quin Pokémon hauria estat la seva mascota, tot i que s'especula que sigui Jigglypuff o Clefairy.
Pokémon Yellow va sortir al Japó el 12 de setembre de 1998 amb la mascota Pikachu de coberta alegre i jovial. El joc es va llançar el dia 3 de setembre de 1999 a Austràlia, el 19 d'octubre de 1999 a l'Amèrica del Nord, així com el 16 de juny de 2000 a Europa. La mascota de la coberta del joc, Pikachu, aquest pren un aire més enfadat, en comparació amb la versió japonesa.

## Llançament
El llançament de Pokémon Yellow es va fer coincidir amb l'estrena de Pokémon: The First Movie. El futur president de Nintendo Satoru Iwata més tard va comentar que probablement la gent sentia que Yellow ser innecessari a causa de la propera publicació de Pokémon Gold i Silver, que estava previst que s’estrenés el mateix any. Va ser llançat al Japó el 12 de setembre de 1998, a Austràlia el 3 de setembre de 1999, a l'Amèrica del Nord, el 19 d’octubre de 1999, i a Europa, el 16 de juny de 2000. Va ser publicat per Nintendo. El 25 d'octubre de 1999 es va llançar a l'Amèrica del Nord una promoció de la Game Boy Color amb temàtica Pikachu. Per promoure la publicació de Pokémon Yellow, Volkswagen i Nintendo van col·laborar per muntar un Volkswagen New Beetle groc amb algunes de les seves característiques inspirades en Pikachu. Nintendo World Report va citar Pokémon Yellow com una de les notables llançaments per a consoles portàtils del 1999. Pokémon Yellow va ser el títol definitiu publicat per Nintendo per a la Game Boy original a l'Amèrica del Nord i Europa.

### Reedicions
Durant la presentació de Nintendo Direct el 12 de novembre de 2015, es va anunciar que Pokémon Yellow, juntament amb Red i Blue, seria alliberat per al servei de Nintendo 3DS Virtual Console el 27 de febrer de 2016 amb motiu del 20è aniversari de la franquícia de Pokémon. A més de conservar els seus gràfics i música originals, els tres jocs disposen de funcions sense fils locals per permetre l'intercanvi i la lluita amb altres jugadors a través de l’ús del sistema de comunicació sense fils de la 3DS. El joc es va incloure amb una versió groga especial del Nintendo 2DS in Japan. Tot i que les versions internacionals del joc eren un títol de Game Boy Color, la versió japonesa només es va llançar en format Game Boy en blanc i negre, ja que es va llançar originalment al Japó aproximadament un mes abans de la Game Boy Color en aquesta regió. Les funcions de la Game Boy Printer no funcionen a la versió de Pokémon Yellow de la consola virtual 3DS. La versió de la consola virtual és compatible amb Pokémon Bank, permetent als jugadors transferir les seves criatures capturades a Pokémon Sun i Moon.

## Rebuda

### Crítica
Pokémon Yellow ha estat ben rebut per la crítica, amb una puntuació agregada del 85% de GameRankings basat en 16 ressenyes, cosa que el converteix en el cinquè joc de Game Boy més ben valorat de tots els temps. Nintendo Power li va donar un 8 de 10, mentre que Game Informer li va donar un 6,5 de cada 10. Electric Playground li va donar un 7,5 de cada 10. El Sarasota Herald-Tribune a recomanar Yellow com a bon joc per a nens. RPGFan ho va anomenar "tan revolucionàriament addictiu que qualsevol jugador no té més remei que 'atrapar-los tots'". També van titllar Yellow com a "insultant" de com limitats varen ser "Red" i "Blue". Craig Harris de IGN va elogiar la mecànica del joc, comentant que Yellow va ser el millor joc dels tres per començar. Li va donar una puntuació perfecta.
Cameron Davis de GameSpot el va anomenar "estanc" per apaivagar els jugadors fins al llançament de Gold i Silver, comentant que "els nous reptes són suficients per omplir el forat, però només amb justesa". Chris Buffa de GameDaily el va classificar com un dels millors jocs de Pokémon, i va comentar que, tot i que es tractava d’una revisió, n’hi havia prou de nou per justificar el joc. Brad Cook de Allgame va comentar que per als que no van jugar Red i Blue, Yellow era bo; però en cas contrari, va aconsellar que esperessin fins Gold i Silver. Steve Boxer de The Daily Telegraph va comentar que, tot i que tenia una bona mecànica de joc, es va veure frenat per la manca de funcions. Va descriure les accions de Nintendo com a avars i va comentar que Yellow "marca el punt en què Pokémon deixa de convertir-se en un joc i es converteix en un exercici de màrqueting/satisfacció de l’obsessió".
Pokémon Yellow va rebre dues nominacions a "Joc de l'Any" i "Joc de la Consola de l'Any" durant la 3a AIAS Interactive Achievement Awards (ara conegut com els D.I.C.E. Awards).

### Vendes
Abans del seu llançament, Nintendo preveia que els guanyaria 75 milions de dòlars la temporada de vacances del 1999. La promoció Pokémon Yellow amb la Game Boy Color es va predir que seria la segona joguina més popular de la temporada de vacances. L'executiu de Nintendo George Harrison va predir que les vendes de Yellow superarien els 3 milions de vendes i també superaria Donkey Kong 64 en aquest procés, un altre títol que Nintendo esperava vendre bé. A l'Amèrica del Nord, el joc va rebre aproximadament 150.000 reserves. La promoció va debutar al número 2 en vendes de videojocs i va aconseguir el lloc número 1 una setmana després. Per al mes de desembre, Yellow va superar en vendes tan Donkey Kong 64 com Gran Turismo 2. El cartutx estàndard va vendre més de 600.000 unitats la primera setmana i més d’un milió de còpies la propera setmana, convertint-se en el joc portàtil més venut de tots els temps quan es va llançar. Yellow també va ser el títol de Pokémon més venut al Regne Unit. Pokémon: The First Movie, una pel·lícula estrenada al mateix temps que Yellow, s’esperava que donés un impuls de vendes. Un portaveu de Nintendo va atribuir l'elevada demanda de Game Boy Color durant la temporada de Nadal de 1999 a Yellow.
Gwenn Friss de Cape Cod Times el va anomenar un dels productes més "calents" de la temporada de Nadal del 1999, en comparar-lo amb les populars joguines nadalenques d’anys anteriors, com ara Furby i Tickle me Elmo. Thomas Content de USA Today va reiterar la comparació, comentant que estava "a punt de trepitjar-los". Va afegir que, juntament amb Red i Blue, van ser els responsables de l’augment de les vendes de Game Boy de 3,5 milions el 1998 a 8 milions el 1999. The Idaho Statesman el va anomenar el "nou títol més popular de la Game Boy Color". Yellow va ser el tercer videojoc més venut a l'Amèrica del Nord el 1999, amb els altres quatre llocs ocupats per altres títols de Pokémon. La demanda de Yellow va resultar que la cadena Target emetés disculpes per no poder atendre la "demanda sense precedents". Una enquesta duta a terme per CNET també va trobar que cap de les botigues amb les quals va contactar tenia Yellow en estoc. Un portaveu de FuncoLand va atribuir una caiguda de les vendes a la manca de Game Boy Color i Pokémon Yellow.

## Llegat

### Remakes
Pokémon: Let's Go, Pikachu! (ポケットモンスター Let's Go! ピカチュウ, Poketto Monsutā Let's GO! Pikachū) i Pokémon: Let's Go, Eevee! (ポケットモンスター Let's Go! イーブイ, Poketto Monsutā Let's GO! Ībui) són remakes millorats de Pokémon Yellow Version, llançats al novembre de 2018 per a Nintendo Switch. Estaven dirigits als nouvinguts de la sèrie Pokémon, i incorporar mecànica de Pokémon Go. Els jocs tenen lloc a la regió de Kanto i només inclouen els 151 Pokémon originals de la primera generació de Pokémon. Torna la possibilitat que un Pokémon acompanyi al protagonista al món, una característica vista per darrera vegada a Pokémon HeartGold i SoulSilver de la Nintendo DS. Tot i que, només es podria escollir un Pokémon per seguir prèviament al protagonista, aniran acompanyats addicionalment per l’inici de Pikachu o Eevee a Let's Go, Pikachu! o Let's Go, Eevee!, respectivament.
Han combinat vendes mundials de més de 13 milions d’exemplars.